# 拉平效应
拉平效应，又稱水平效應、齊平效應、流平效應、調平效應、校平效應、平準效應（英語：Leveling effect），指酸和碱的性质受到溶液种类影響的现象。例如在水溶液中，所有比水合氢（H₃O⁺）酸度高的酸都要降到水合氢的酸度；同理，在水溶液中，所有碱性比（OH¯)高的碱都会降到（OH¯）的碱度。
水的拉平效应是由于它具有高介电常数和强接收质子的倾向。不同溶液对酸和碱的流平作用不同；是因为它们和酸-碱的质子相互作用不同；在此基础上；溶液可分为四种类型：
1. 易受型溶液。它们具有很强接受质子的倾向，即水，酒精和液氨等。
2. 易生型溶液。它们具有产生质子的倾向；即水，液体氯化氢，冰醋酸等。
3. 二性溶液。它们具有上述二种溶液的性质；即水，氨和乙醇等。
4. 非质子溶液。它们既不贡献也不接受质子；即苯，四氯化碳，二硫化碳等。

对某一特定溶液所允许的pH值范围，称为酸-碱区分窗口。